# Cissites apicalis
Cissites apicalis là một loài bọ cánh cứng trong họ Meloidae. Loài này được Perty miêu tả khoa học năm 1830.